# Братя Тедески
Семейство Тедески са търговци от еврейски произход, оперирали във Варна по време на Османската империя.
Братя Емануил Мариус Тедески и Адолф Салвадор Тедески пристигат от Марсилия във Варна през 1837 г. Според сведенията на съвременника им Стефан Кабакчиев в ръцете на братята е концентрирана търговията с вълна, преминаваща през Варна. Адолф е френски и австрийски консул, а Емануил – белгийски консул пред османските власти. Според сведенията на архимандрит Инокентий, двамата братя се застъпват и закрилят местното християнско население.
В къщата на братя Тедески (на бул. „Приморски“ 23, днес разрушена) през Кримската война (1854 – 1856 г.) заседава съюзническата конференция на османо-англо-френската коалиция.
През 1911 г. Едмонд Тедески е представител на „Белгийска Ориенталска линия“, доставяща каменни въглища.